# Okręg Kraków Armii Krajowej
Okręg Kraków Służby Zwycięstwu Polski – Związku Walki Zbrojnej – Armii Krajowej „Gobelin”, „Godło”, „Muzeum”.
Komendzie Głównej AK podlegały 3 obszary oraz 8 okręgów, takich jak np. Kraków (wraz z podokręgami, np. Podokręg Rzeszowski) obejmujących teren województwa, podzielony na obwody w granicach powiatu. Obwodowi podlegały placówki obejmujące jedną lub kilka gmin.

## Organizacja okręgu
Inspektoraty Rejonowe:
- Inspektorat Kraków Armii Krajowej,
- Inspektorat Miechów Armii Krajowej,
- Inspektorat Nowy Sącz Armii Krajowej,
- Inspektorat Tarnów Armii Krajowej,
- Podokręg Rzeszów Armii Krajowej, któremu podlegały od 1943 Inspektoraty Rejonowe:
  - Inspektorat Jasło Armii Krajowej, Obwód Jasło AK
  - Inspektorat Krosno OP-15[1]
  - Inspektorat Łańcut[1]
  - Inspektorat Sanok OP-23[1]
  - Inspektorat Przemyśl Armii Krajowej
  - Inspektorat Rzeszów Armii Krajowej
  - Inspektorat Tarnobrzeg[1].
  - Inspektorat Mielec Armii Krajowej.

W ramach odtworzenia Sił Zbrojnych w czasie Akcji Burza:
- 21 Dywizja Piechoty Armii Krajowej Okręg Kraków 1 pułk strzelców podhalańskich AK
- 6 Dywizja Piechoty AK Ziemi Krakowskiej „Odwet” Okręg Kraków AK; 12 pułk piechoty AK Ziemi Bocheńskiej i 16 pułk piechoty AK
- Krakowska Brygada Kawalerii Zmotoryzowanej Armii Krajowej
- 5 pułk Strzelców Podhalańskich Armii Krajowej
- 6 pułk Strzelców Pieszych Armii Krajowej,
- 8 pułk Ułanów Armii Krajowej.
- dla Podokręgu Rzeszów AK:
- 24 Dywizja Piechoty Armii Krajowej „Rzeszowska” 17 pułk piechoty Armii Krajowej
- 22 Dywizja Piechoty Armii Krajowej „Jarosławska” 38 pułk piechoty AK

## Komendanci okręgu (kolejno)
- płk dypl. Julian Filipowicz „Róg”,
- płk dypl. Zygmunt Miłkowski „Wrzos”,
- płk dypl. Józef Spychalski „Luty”,
- ppłk dypl. Wojciech Wayda „Odwet”,
- płk dypl. Edward Godlewski „Garda”,
- płk Przemysław Nakoniecznikoff-Klukowski „Kruk II”.

## „Burza” w okręgu
„Burzę” w okręgu krakowskim cechowała duża dynamika działań rozciągniętych zarówno w czasie jak i w przestrzeni. W podokręgu rzeszowskim zmobilizowano oddziały 24 Dywizji Piechoty AK ppłk. dypl. Kazimierza Putka „Zwornego”, w inspektoratach przemyskim i rzeszowskim oddziały 22 Dywizji Piechoty AK mjr. Łukasza Świtalskiego „Grzywacza”. W inspektoracie jasielskim, rzeszowskim i mieleckim walczyły oddziały 10 Brygady Kawalerii AK. W zachodniej części okręgu krakowskiego działały: oddziały 6 DP płk. Wojciecha Waydy „Odweta” w inspektoracie tarnowskim i krakowskim, oddziały 106 Dywizji Piechoty AK ppłk. Bolesława Nieczui-Ostrowskiego „Tysiąca” i oddziały Krakowskiej Brygady Kawalerii Zmotoryzowanej. W inspektoracie miechowskim Samodzielny Batalion Partyzancki „Skała” mjr. Jana Pańczakiewicza „Ziemowita”. Ostatnie cztery jednostki tworzyły Grupę Operacyjną „Kraków” pod dowództwem płk. Edwarda Godlewskiego „Gardy".